# Ruth Huber (Diplomatin)
Ruth Huber (* 1966 in Gränichen, Kanton Aargau) ist eine Schweizer Diplomatin und Botschafterin. 

## Laufbahn
Huber absolvierte ein Masterstudium der Staatswissenschaften mit dem Fach Internationale Beziehungen an der Universität St. Gallen. Für das Internationale Komitee vom Roten Kreuz (IKRK) war sie als Delegierte in Südafrika, Bosnien und Peru tätig. Sie trat 1996 in das Eidgenössische Departement für auswärtige Angelegenheiten (EDA) ein. Für die Direktion für Entwicklung und Zusammenarbeit (DEZA) war Huber von 2002 bis 2006 in Bolivien im Einsatz. Danach wechselte sie als Stellvertretende Leiterin in die Abteilung «Arbeit und Einkommen» in Bern. Im DEZA war sie später Stellvertretende Leiterin und Leiterin ad interim des Bereichs «Globale Zusammenarbeit». Sie verantwortete die multilaterale Zusammenarbeit sowie die Globalprogramme Ernährungssicherheit, Wasser, Klimawandel und Migration. Von 2011 bis 2015 leitete Huber als Regionaldirektorin das regionale DEZA-Programm in Laos, Kambodscha und Vietnam.
Ende November 2015 wurde Ruth Huber zur ausserordentlichen und bevollmächtigten Botschafterin in Simbabwe und Malawi mit Sitz in Harare akkreditiert und sie übergab am 17. Dezember ihr Beglaubigungsschreiben an Präsident Robert Mugabe. Im März 2018 übernahm sie als Vize-Direktorin der Direktion für Entwicklung und Zusammenarbeit in Bern den «Direktionsbereich Ostzusammenarbeit» der DEZA. Zum Nachfolger in Simbabwe und Malawi wurde Niculin Jäger ernannt.
Ruth Huber wurde für 2022 zur Botschafterin in der Republik Albanien, mit Sitz in Tirana, ernannt.